# Gianluca Pozzi
Gianluca Pozzi (Bari, 17 giugno 1965) è un ex tennista italiano.
Ha conquistato un titolo ATP 250 in singolare a Brisbane nel 1991, primo trofeo del circuito maggiore vinto da un tennista italiano sul cemento outdoor, e uno in doppio a Newport nello stesso anno. Nel gennaio del 2001 ha raggiunto la 40ª posizione del ranking ATP in singolare, la più alta mai raggiunta da un tennista italiano mancino, ed è stato n. 1 d'Italia per 89 settimane complessive. In doppio non è andato oltre il 107º posto del settembre 1991.
I suoi migliori risultati nelle prove del Grande Slam sono stati gli ottavi di finale raggiunti agli US Open 1994 e al Torneo di Wimbledon 2000. Ha esordito nella squadra italiana di Coppa Davis in occasione della semifinale vinta contro gli Stati Uniti nell'edizione 1998 e ha preso parte anche alla finale persa contro la Svezia.

## Carriera
Iniziò a conseguire i suoi migliori risultati dopo i 25 anni e il 13 luglio 1991 vinse in coppia con Brett Steven il suo primo titolo ATP in doppio, sull'erba di Newport, con il successo in finale su Javier Frana / Bruce Steel per 6-4, 6-4.
Il successivo 29 settembre conquistò il suo unico titolo ATP in singolare, a Brisbane, diventando il primo italiano a vincere un torneo del circuito maggiore sul cemento all'aperto e, a tutt'oggi, l'unico tennista italiano mancino ad aver conquistato un titolo del circuito maggiore. Dopo aver sconfitto in sequenza la wild-card Sandon Stolle, Todd Woodbridge, Jim Grabb e Jason Stoltenberg, nella sua prima finale ATP in carriera superò Aaron Krickstein col punteggio di 6-3, 7-6(4).
Nel 1992 fece il suo esordio in una prova del Grande Slam agli Australian Open superando in cinque set il top 60 Bryan Shelton e venne eliminato al secondo turno da Boris Becker. Il 29 agosto disputò la finale di doppio al Long Island Open in coppia con Olli Rahnasto e fu sconfitto in due set da Francisco Montana / Greg Van Emburgh.
Il 25 ottobre 1992 disputò la sua ultima finale ATP, sul sintetico indoor di Vienna; dopo aver superato le qualificazioni eliminò nell'ordine Anders Järryd, Sergi Bruguera, David Prinosil e Andrej Česnokov, e fu sconfitto dal nº 6 del mondo Petr Korda col punteggio di 6-3, 6-2, 5-7, 6-1.
Nel maggio 1993 vinse il suo primo titolo Challenger, nel torneo di singolare a Kuala Lumpur, grazie al ritiro in finale di Jonas Björkman.
Agli US Open 1994 superò le qualificazioni e fu eliminato negli ottavi di finale da Bernd Karbacher dopo aver sconfitto Renzo Furlan, Amos Mansdorf e Markus Zoecke.
Nel 1998 giunse ai quarti di finale sull'erba del torneo di Nottingham superando al primo turno il n. 2 del mondo e testa di serie n. 1 Marcelo Rios in tre set. A settembre fece il suo debutto nella squadra italiana di Coppa Davis in occasione della semifinale vinta contro gli Stati Uniti e superò Justin Gimelstob a risultato già acquisito dagli azzurri. Il mese successivo vinse a Tel Aviv il suo decimo e ultimo torneo Challenger in carriera. Prese parte anche alla finale di Davis persa in dicembre contro la Svezia, schierato anche questa volta a risultato già acquisito, e fu sconfitto in due set da Magnus Gustafsson.
Nell'aprile 1999 disputò i suoi ultimi incontri in Coppa Davis, in occasione del primo turno del Gruppo Mondiale, perdendo il primo contro Marc Rosset. Sul risultato di 3-1 in favore degli elvetici, si impose sul diciassettenne Roger Federer, allora nº 123 del ranking ATP.
Il 14 giugno successivo raggiunse la 77ª posizione nel ranking ATP e diventò il nuovo numero uno italiano, leadership che mantenne per 89 settimane consecutive.
Il 15 giugno del 2000 sconfisse negli ottavi di finale del Queen's Andre Agassi, ritiratosi per un infortunio subito nel secondo set, diventando il primo e, a tutt'oggi l'unico, tennista italiano ad aver sconfitto su erba un avversario classificato al 1º posto della classifica ATP. Nei quarti di finale ebbe poi la meglio in due set sul n. 8 Marat Safin prima di arrendersi in due frazioni al futuro finalista Lleyton Hewitt, n. 11  del mondo. Al torneo di Wimbledon dello stesso anno si spinse fino agli ottavi di finale, eliminando nell'ordine Jiri Novak e i qualificati Alex O'Brien e Olivier Rochus, per poi cedere a Byron Black.
Nella sua unica partecipazione olimpica, a Sydney 2000, fu eliminato al secondo turno da Karim Alami, dopo aver sconfitto all'esordio Jiri Novak.
Il 29 gennaio del 2001, dopo la sconfitta al secondo turno degli Australian Open, raggiunse il suo best ranking ATP al 40º posto. Nel prosieguo della stagione vinse solo quattro incontri ATP a fronte di venti sconfitte e ad agosto uscì definitivamente dalla top 100, dopo 337 settimane di permanenza di cui 107 consecutive. Chiuse il 2001 vincendo a Milano il suo primo titolo Challenger in doppio. L'anno successivo disputò in singolare solo 10 tornei Challenger senza mai superare i quarti di finale. In doppio fu sconfitto nell'unico incontro ATP disputato in stagione, mentre raggiunse tre finali Challenger e, in coppia con Stefano Pescosolido, vinse quella di Wrexham, conquistando il suo ultimo titolo da professionista.
Fu la sua ultima stagione. Nel 2003 e nel 2004, tornò nel circuito per disputare due incontri Challenger in singolare perdendoli entrambi. Nel 2008, a quasi 43 anni di età, fece la sua ultima apparizione, in doppio, perdendo al primo turno degli Internazionali di Monza e Brianza in coppia con Matteo Volante.

## Caratteristiche tecniche
Come giocatore prediligeva le superfici veloci ed era dotato di uno stile all'antica, estraneo alle caratteristiche di potenza e forza fisica. A questo proposito ebbe a dire: "Quando smetteremo io e Fabrice Santoro, dovrete accontentarvi del tennis dei bombardieri". A proposito di Pozzi, Andre Agassi ebbe a dire: "Pozzi è come il buon vino, migliora con l'età".

## Statistiche

### Singolare

#### Vittorie (1)
| Legenda singolare                                           |
| Grande Slam (0)                                             |
| ATP World Tour Championships / Grand Slam Cup (0)           |
| ATP Super 9 / Masters Series (0)                            |
| ATP Championship Series / ATP International Series Gold (0) |
| ATP World Series / ATP International Series (1)             |

| N. | Data              | Torneo                           | Superficie | Avversario della finale | Risultato   |
| 1. | 29 settembre 1991 | Brisbane International, Brisbane | Cemento    | Aaron Krickstein        | 6–3, 7–6(4) |

#### Sconfitte in finale (1)
| Legenda singolare                                           |
| Grande Slam (0)                                             |
| ATP World Tour Championships / Grand Slam Cup (0)           |
| ATP Super 9 / Masters Series (0)                            |
| ATP Championship Series / ATP International Series Gold (0) |
| ATP World Series / ATP International Series (1)             |

| N. | Data            | Torneo              | Superficie | Avversario in finale | Risultato          |
| 1. | 25 ottobre 1992 | Vienna Open, Vienna | Sintetico  | Petr Korda           | 3–6, 2–6, 7–5, 1–6 |

### Doppio

#### Vittorie (1)
| Legenda singolare                                           |
| Grande Slam (0)                                             |
| ATP World Tour Championships / Grand Slam Cup (0)           |
| ATP Super 9 / Masters Series (0)                            |
| ATP Championship Series / ATP International Series Gold (0) |
| ATP World Series / ATP International Series (1)             |

| N. | Data           | Torneo                                     | Superficie | Compagno     | Avversari in finale      | Risultato |
| 1. | 13 luglio 1991 | Hall of Fame Tennis Championships, Newport | Erba       | Brett Steven | Javier Frana Bruce Steel | 6–4, 6–4  |

#### Sconfitte in finale
| Legenda singolare                                           |
| Grande Slam (0)                                             |
| ATP World Tour Championships / Grand Slam Cup (0)           |
| ATP Super 9 / Masters Series (0)                            |
| ATP Championship Series / ATP International Series Gold (0) |
| ATP World Series / ATP International Series (1)             |

| N. | Data           | Torneo                        | Superficie | Compagno      | Avversari in finale                | Risultato |
| 1. | 29 agosto 1992 | Long Island Open, Long Island | Cemento    | Olli Rahnasto | Francisco Montana Greg Van Emburgh | 4–6, 2–6  |